# Cipageran
Cipageran is een bestuurslaag in het regentschap Cimahi van de provincie West-Java, Indonesië. Cipageran telt 42.119 inwoners (volkstelling 2010).